# Ermita de La Salud (San Felíu de Llobregat)
La Salud o La Salut es una ermita y área de ocio situada en el término municipal de San Felíu de Llobregat. Está dedicada a la Virgen de la Salud, patrona del obispado de Tarrasa. Junto a la ermita se alza una masía, la Casa Gran de la Gleva, que data del 1719 y que hoy acoge un restaurante. 
Cada Lunes de Pascua se celebra un aplec (reunión popular) de carácter religioso.

## Historia
El origen arquitectónico de la ermita se remonta al siglo XVIII, aunque la Virgen de la Salud ya era entonces objeto de veneración desde hacía mucho tiempo.
En 1667 la finca donde se encuentra la ermita, propiedad de la familia Grau, fue cedida a los religiosos servitas del Bonsuccés de Barcelona con la condición de que se edificara allí una ermita. Eran tiempos duros, de enfermedades (peste negra) y guerras (guerra contra Francia, Guerra de los Segadores). La miseria se extendía por todas partes y también lo hizo, en consecuencia, la devoción a la Virgen bajo la advocación de la Salud, siendo esta ermita uno de los muchos santuarios que le fueron dedicados.
En 1749 fue bendecida por el canónigo de la Catedral de Barcelona. En 1859 se construyó una nueva capilla y un nuevo retablo de estilo barroco, con una imagen de la Virgen flanqueada por otras dos imágenes, una de San José y otra de San Antonio de Padua (patrones de los hijos de los propietarios). Jacinto Verdaguer visitó la ermita en 1900.
El 1936 estalló la Guerra Civil. La ermita fue quemada y las imágenes destruidas, inclusive la de la Virgen. La ermita fue reconstruida en 1939 y se encargó una nueva imagen al escultor Josep Maria Camps i Arnau. En 1940 la imagen fue llevada en procesión hasta la ermita por la gente de San Felíu.
En los años 1980 toda la finca devino propiedad del Patronato de Collserola. Se acometieron notables remodelaciones en el entorno de la masía, urbanizándolo y construyendo una zona de barbacoas. En 1987 la remodelación fue inaugurada por Pasqual Maragall y el entonces alcalde de San Felíu de Llobregat, Francesc Baltasar.
La ermita se incendió de nuevo en 2002.